# Кубань (гандбольный клуб)
«Кубань» — советский и российский женский гандбольный клуб из Краснодара.

## История

### Основание клуба
Клуб был основан в 1973 году Александром Ивановичем Тарасиковым. Первый успех к «Сельхозтехнике», как называлась тогда команда, пришёл в 1973 году, когда была одержана победа на Спартакиаде школьников РСФСР.

### Эпоха Александра Тарасикова
Практически вся история клуба неразрывно связана с именем Александра Тарасикова, который тренировал краснодарскую команду на протяжении 37 лет — с 1970 по 2006 год. Благодаря этому выдающемуся наставнику в мировом спорте появились имена Галины Трефиловой (Кучковой), Татьяны Джанджгавы (Шалимовой), Светланы Пряхиной, Натальи Анисимовой (Гуськовой), Галины Борзенковой (Тян), Галины Оноприенко (Живило), Светланы Розинцевой, Светланы Выдриной, Людмилы Пазич (Гудзь) и многих других великолепных игроков.
Взлёт «Сельхозтехники» был стремительным: в 1979 году команда завоевала право играть в высшей лиге чемпионата СССР и в год дебюта заняла 9-е место, а в 1983 году впервые стала призёром первенства страны, пропустив вперёд только киевский «Спартак».
«Золотым временем» команды являлся период с 1983 по 1992 год. В это десятилетие команда лишь раз (в 1985-м) осталась без медалей чемпионата СССР, в 1989 году впервые стала чемпионом страны, в 1987—1990 годах четыре раза играла в финалах еврокубков, дважды отпраздновав победу в престижном Кубке Кубков. Краснодар, да и весь край, в то время буквально «болел» гандболом. Зал сельскохозяйственного института и Малая арена стадиона «Кубань», где проходили матчи, всегда были переполнены.
В конце 1980-х годов краснодарские гандболистки составили костяк национальной команды страны, ставшей под руководством Александра Тарасикова чемпионом мира в 1990 году и бронзовым призёром Олимпийских игр в Барселоне.
После сезона-1991/1992, когда «Кубань» выиграла последний чемпионат СССР, состав команды обновился. В стране начались тяжёлые времена, финансирование спорта было резко сокращено, начался отток спортсменов за рубеж. В этих сложных условиях «Кубань», по-прежнему возглавляемая тренером Тарасиковым, нашла силы для поиска новых талантов. Результатом явилась серия из четырёх серебряных медалей чемпионата России во второй половине 1990-х годов и ещё один финал Кубка обладателей Кубков.

### Клуб в XXI веке
После сезона 1999/2000 годов, в котором «Кубань» в четвёртый раз подряд стала вице-чемпионом России и достигла финала Кубка обладателей Кубков европейских стран, группа ведущих игроков покинула команду, получив более выгодные финансовые предложения от других российских и заграничных клубов.
В условиях недостаточного финансирования руководством «Кубани» был взят курс на омоложение состава. К выступавшим ещё в чемпионатах СССР опытным мастерам Людмиле Пазич, Светлане Розинцевой, Светлане Пряхиной добавилась большая группа необстрелянной молодёжи. «Кубани» удалось избежать провалов и остаться твёрдым середняком российского первенства, против которого любому сопернику играть не просто. Воспитанницы краснодарской команды Татьяна Дядечко, Светлана Смирнова, Анна Курепта, Ирина Близнова в составе сборной России становились чемпионками мира.
По окончании сезона-2005/06, в котором «Кубань» заняла шестое место и осталась без возможности играть в еврокубках, Александр Тарасиков был отправлен в отставку. В течение двух лет командой руководил Анатолий Скоробогатов, а в сезоне-2008/09 — Наталья Цыганкова. В межсезонье 2009 года «Кубань» возглавил Алексей Гумянов, до этого успешно работавший в тольяттинской «Ладе», Наталья Цыганкова стала его помощницей. С марта 2013 по ноябрь 2014 года командой руководил самый титулованный тренер в российском женском гандболе Евгений Трефилов.

## Клубные цвета
| Желтый | Зеленый |

## Новая эпоха клуба

### Основные даты в истории клуба
- 1972 год — в Краснодаре открыта специализированная детско-юношеская спортивная школа по гандболу.
- 1979 год — «Сельхозтехника» (Софья Алекьян, Лилия Глуховская, Наталья Гуськова, Галина Кучкова, Марина Проничева, Ирина Прохачёва, Валентина Степаненко, Ольга Степаненко, Ирина Трояновская, Татьяна Шохина, Любовь Ярославцева) завоёвывает путёвку в высшую лигу чемпионата СССР.
- 1982 год — игроки Наталья Гуськова и Татьяна Шалимова вошли в состав сборной СССР на чемпионат мира в Будапеште, который впервые в истории принёс сборной СССР золотые медали.
- 1983 год — «Сельхозтехника» впервые становится серебряным призёром чемпионата СССР.
- 1984 год — в матче чемпионата СССР в Свердловске краснодарская команда впервые в своей истории обыграла легендарный киевский «Спартак» (26:25).
- 1984 год — 20 октября 1984 года в турецком Измире «Сельхозтехника» дебютирует в еврокубках. В матче 1-го раунда Кубка обладателей кубков краснодарский клуб громит местный "Алтай" со счетом 32:6.
- 1987 год — «Кубань» становится первым советским клубом-обладателем Кубка Кубков. В финале по сумме двух матчей обыгран клуб ТСЦ «Берлин» (21:17 в Берлине, 23:23 в Краснодаре).
- 1988 год — вторая подряд победа подопечных Александра Тарасикова в престижном еврокубке. Исход финального противостояния с венгерским «Вашашем» предопределила крупная победа в первом домашнем матче — 28:17. В Будапеште «Кубань» преодолела яростное сопротивление соперниц и отстояла ничью 20:20.
- 1988 год — в заключительном туре чемпионата СССР-1988, прошедшем в Краснодаре незадолго до старта сеульской Олимпиады «Кубань» обыграла «Спартак» со счётом 28:16. Это первое столь крупное поражение в истории уникального киевского клуба.
- 1989 год — «Кубань» впервые становится чемпионом СССР. Проиграв первый выездной матч финальной серии «Ростсельмашу» 23:25, команда Тарасикова выиграла обе сумасшедшие по накалу игры на Малой спортивной арене стадиона «Кубань» — 22:19 и 21:20. Звание чемпионок СССР завоевали Татьяна Анагрова, Фирдаус Бариева, Галина Борзенкова, Наталья Верещагина, Светлана Выдрина, Татьяна Завгородняя, Любовь Коротнева, Елена Кравецкая, Галина Оноприенко, Светлана Пряхина, Светлана Розинцева, Мария Савостикова, Галина Трефилова и Елена Щербаха.
- 1989 год — третий подряд финал Кубка кубков для "Кубани" оказывается неудачным. В Краснодаре "Кубань" и румынская "Штинца" играют вничью 25:25, а в Румынии сильнее оказывается "Штиинца" — 22:19.
- 1990 год — впервые в истории сборных Советского Союза в игровых видах главным тренером стал кубанский специалист. Под руководством Александра Тарасикова сборная СССР стала чемпионом мира. Базовым клубом той команды была «Кубань», делегировавшая в её состав шестерых игроков: Светлану Пряхину, Светлану Розинцеву, Людмилу Гудзь, Татьяну Джанджгава, Галину Оноприенко и Галину Борзенкову.
- 1990 год — четвёртый подряд еврокубковый финал для "Кубани". Наивысшее достижение для спортивных клубов Краснодарского края — Финал Кубка европейских чемпионов. "Кубань" по сумме двух матчей уступила австрийскому "Хипобанку" — 24:29 в Краснодаре и 26:30 в Вене.
- 1992 год — «Кубань» выигрывает золотые медали последнего чемпионата СССР.
- 1992 год — сборная Объединённой команды под руководством Александра Тарасикова завоевала бронзовые медали на Олимпийских играх в Барселоне. В состав сборной вошли семь кубанских гандболисток.
- 2000 год — "Кубань" в пятый и пока что в последний раз в своей истории выходит в финал еврокубка. Соперником по главным матчам за Кубок обладателей кубков стала испанская "Валенсия". Оба матча остаются за испанским клубом — 31:24 в Краснодаре и 31:30 в Валенсии.
- 2001 год — игроки «Кубани» Татьяна Дядечко и Светлана Смирнова становятся чемпионками мира в составе сборной России.
- 2005 год — разыгрывающая «Кубани» Анна Курепта выигрывает золотую медаль чемпионата мира в Санкт-Петербурге.
- 2006 год — из клуба уволен Александр Тарасиков, работавший в должности главного тренера «Кубани» в течение 37 лет.
- 2009 год — главным тренером «Кубани» назначен авторитетный специалист Алексей Гумянов. Его переход из «Лады» стал одной из главных сенсаций межсезонья.
- 2013 год — Алексея Гумянова в должности главного тренера команды сменил Евгений Трефилов.
- 2016 год — Игроки «Кубани» Екатерина Маренникова и Марина Судакова выигрывают золото Олимпийских игр в Рио-де-Жанейро.
- 2017 год — впервые за 17 лет "Кубань" завоёвывает медали чемпионата России, выиграв в поединке за "бронзу" у звенигородской "Звезды" — 32:31 в Звенигороде и 30:24 в Краснодаре.

## Достижения
- Чемпионат СССР
  -  Чемпион (2): 1989, 1992
- Чемпионат СССР
  -  Вице-чемпион (5): 1983, 1984, 1986, 1987, 1988.
- Чемпионат СССР
  -  Бронзовый призер (2): 1990, 1991.
- Чемпионат России
  -  Вице-чемпион (4): 1997, 1998, 1999, 2000.
- Чемпионат России
  -  Бронзовый призер (2): 2017, 2019.
- Кубок Кубков
  -  Победитель (2): 1987, 1988.
- Кубок Кубков
  - Финалист (2): 1989, 2000.
- Кубок Кубков
  - Полуфиналист (1): 1985.
- Кубок чемпионов
  - Финалист  (1): 1990
- Кубок ЕГФ
  - Полуфиналист (2): 1991, 1992.
- Кубок Городов
  - Полуфиналист (2): 1996.

## Администрация
| Должность                 | Имя               | Страна       | Дата рождения            |              |              |              |              |
| Руководители              | Руководители      | Руководители | Руководители             | Руководители | Руководители | Руководители | Руководители |
| ------------------------- | ----------------- | ------------ | ------------------------ | ------------ | ------------ | ------------ | ------------ |
| Почетный президент        | Трефилов Евгений  | Россия       | 4 сентября 1955 (69 лет) |              |              |              |              |
| Генеральный директор      | Ирина Смирнова    | Россия       | 26 мая 1984 (41 год)     |              |              |              |              |
| Руководитель пресс-службы | Николай Буянов    | Россия       |                          |              |              |              |              |
| Тренерский штаб           |                   |              |                          |              |              |              |              |
| Главный тренер            | Сайфулин, Денис   | Россия       | 15 апреля 1981 (44 года) |              |              |              |              |
| Тренер                    | Голуб Никита      | Россия       | 14 января 1987 (38 лет)  |              |              |              |              |
| Тренер вратарей           | Шелудько Дмитрий  | Россия       | 26 февраля 1990 (35 лет) |              |              |              |              |
| Тренер по ОФП             | Овсянников Андрей | Россия       | 13 августа 1984 (40 лет) |              |              |              |              |
| Медицинская служба        |                   |              |                          |              |              |              |              |
| Массажист                 | Севостьянов Павел | Россия       | 24 июля 1970 (54 года)   |              |              |              |              |
| Врач                      | Кузмичев Юрий     | Россия       |                          |              |              |              |              |

## Состав
По данным официального сайта на 1 сентября 2019
| №             | Игрок                       | Страна  | Дата рождения             |         |         |         |         |
| Вратари       | Вратари                     | Вратари | Вратари                   | Вратари | Вратари | Вратари | Вратари |
| ------------- | --------------------------- | ------- | ------------------------- | ------- | ------- | ------- | ------- |
| 13            | Уткина Елена                | Россия  | 29 мая 1990 (35 лет)      |         |         |         |         |
| 43            | Скнарь Юлиана               | Россия  | 1 августа 2002 (22 года)  |         |         |         |         |
| 88            | Михайлюта Ирина             | Россия  | 16 июня 1993 (32 года)    |         |         |         |         |
| Разыгрывающие |                             |         |                           |         |         |         |         |
| 77            | Фролова Ярослава            | Россия  | 18 мая 1997 (28 лет)      |         |         |         |         |
| Линейные      |                             |         |                           |         |         |         |         |
| 17            | Бараник Валерия             | Россия  | 17 ноября 1993 (31 год)   |         |         |         |         |
| 19            | Матлашова Екатерина         | Россия  | 25 сентября 1994 (30 лет) |         |         |         |         |
| 55            | Клименко Ирина              | Россия  | 17 сентября 1995 (29 лет) |         |         |         |         |
| Полусредние   |                             |         |                           |         |         |         |         |
| 10            | Клименко Ирина              | Россия  | 24 мая 1996 (29 лет)      |         |         |         |         |
| 22            | Вернигорова Валентина       | Россия  | 15 июня 1997 (28 лет)     |         |         |         |         |
| 25            | Листопад Анастасия Олеговна | Россия  | 25 июня 1994 (31 год)     |         |         |         |         |
| 39            | Скоробогатченко Антонина    | Россия  | 14 февраля 1999 (26 лет)  |         |         |         |         |
| 64            | Дудина Мария                | Россия  | 22 октября 1998 (26 лет)  |         |         |         |         |
| 66            | Баркалова Екатерина         | Россия  | 5 июня 1995 (30 лет)      |         |         |         |         |
| 76            | Карасева Анастасия          | Россия  | 23 декабря 1999 (25 лет)  |         |         |         |         |
| Крайние       |                             |         |                           |         |         |         |         |
| 4             | Давиденко Александра        | Россия  | 7 июля 1998 (27 лет)      |         |         |         |         |
| 7             | Голуб Диана                 | Россия  | 25 ноября 1992 (32 года)  |         |         |         |         |
| 8             | Савинова Яна                | Россия  | 3 января 1991 (34 года)   |         |         |         |         |
| 13            | Долина Виктория             | Россия  | 25 октября 1996 (28 лет)  |         |         |         |         |
| 24            | Ефимкина Анна               | Россия  | 25 января 1999 (26 лет)   |         |         |         |         |
| 33            | Рзаева Милана               | Россия  | 25 ноября 1998 (26 лет)   |         |         |         |         |
| 34            | Давлетбаева Аделина         | Россия  | 20 октября 1998 (26 лет)  |         |         |         |         |
| 71            | Левчина Екатерина           | Россия  | 12 января 2000 (25 лет)   |         |         |         |         |
| 83            | Захарова Татьяна            | Россия  | 28 января 1996 (29 лет)   |         |         |         |         |